# V Pavonis
V Pavonis är en halvregelbunden variabel (SRB)  i stjärnbilden Påfågeln. 
Stjärnan varierar mellan visuell magnitud +6,3 och 7,17 med en period av 226,1 dygn.